# Nathalie de T'Serclaes
Pour les articles homonymes, voir t'Serclaes.
La comtesse Nathalie de T'Serclaes de Wommersom (née le 27 juillet 1949 à Etterbeek, Bruxelles) est une femme politique belge francophone.

## Biographie
Elle est une descendante d'un des sept lignages qui eurent à  Bruxelles l'autorité du Moyen Âge à la Révolution française. 
Longtemps membre du parti social chrétien (PSC), elle le quitte en 1998 pour accompagner Gérard Deprez dans l'établissement du Mouvement des citoyens pour le changement (MCC), composante du Mouvement réformateur.
Elle est licenciée en sociologie (UCL).
Elle est officier de l'ordre de Léopold (2003)

## Fonctions politiques
- 1989-2000 : conseillère communale à Uccle
- 1989-1991 : membre du Conseil de la Région de Bruxelles-Capitale 
  - présidente du groupe PSC
- 1991-1998 : membre de la Chambre des représentants
- 1991-1995 : membre du Conseil de la Communauté française 
  - présidente du groupe PSC
- 1998-     : présidente du MCC
- 1999-2007 : sénatrice élue directe
- 2006-     : conseillère communale à Uccle
- 2006-     : échevine à Uccle